# 2002
2002. је била проста година.

## Догађаји

### Јануар
- 1. јануар — У земљама Европске уније уведена нова валута Евро.
- 7. јануар — Француски модни креатор Ив Сен Лоран повукао се из света високе моде.
- 17. јануар — У ерупцији вулкана Њирагонго у Демократској Републици Конго разорени су град Гома и околна села, живот је изгубило више од 100 људи, а десетне хиљада остало је без својих домова.
- 18. јануар — Влада Сијера Леонеа објавила је крај грађанског рата током којег је убијено око 50.000 људи, махом цивила.
- 31. јануар — На другом Антиглобалистичком социјалном форуму у Порто Алегреу у Бразилу усвојена је декларација о праведнијем светском поретку.

### Фебруар
- 12. фебруар — Пред Међународним судом за ратне злочине у Хагу почело суђење бившем председнику Србије и Југославије Слободану Милошевићу.

### Март
- 1. март — У Авганистану америчке снаге покренуле операцију Анаконда.
- 7. март — На референдуму у Ирској гласачи се изјаснили против измене строгих закона о забрани абортуса.
- 13. март — Влада Анголе је прогласила једнострано примирје у 27-годишњем грађанском рату са побуњеницима-припадницима Националне уније за потпуну независност Анголе.
- 14. март — Потписан споразум о преуређењу односа између Србије и Црне Горе. Споразум потписали тадашњи председник СРЈ, Војислав Коштуница, високи представник ЕУ Хавијер Солана, потпредседник савезне Владе Мирољуб Лабус, премијер Србије Зоран Ђинђић и највиши црногорски функционери: Филип Вујановић и Мило Ђукановић.

### Април
- 4. април — Војска Анголе и УНИТА потписали примирје у Луанди, чиме је окончан грађански рат у Анголи.
- 11. април — Бивши министар српске полиције, Влајко Стојиљковић, извршио самоубиство испред зграде савезне Скупштине у Београду.
- 26. април — Бивши ученик гимназије у немачком граду Ерфурту отворио ватру на своје учитеље и остале ученике, убивши том приликом 16 особа пре него што је починио самоубиство.

### Мај
- 20. мај — Независност Источног Тимора[1]
- 23. мај — На заседању Скупштине Србије, дошло до тежих инцидената између посланика владајућег ДОС-а и опозиционе Српске радикалне странке. Радикалска посланица, Наташа Јовановић, насрнула на председницу парламента Наташу Мићић, поливши је том приликом бокалом воде.
- 24. мај — Председници САД и Русије, Џорџ Буш и Владимир Путин потписали уговор о смањењу нуклеарног наоружања за две трећине у наредних 10 година.

### Јун
- 10. јун — На паркингу испред београдског хотела „Југославија“, убијен генерал српске полиције Бошко Буха.

### Јул
- 27. јул — Драган Чедић (32), у Лесковцу, за само пола сата рафалима из аутоматске пушке yбио седам особа, а четири ранио.

### Септембар
- 8. септембар — На светском првенству у кошарци у Индијанополису (САД) Југославија је по други пут постала првак света.
- 29. септембар — На председничким изборима у Србији, Војислав Коштуница (лидер ДСС и тадашњи југословенски председник) освојио највише гласова и ушао у други круг са кандидатом ДОС-а, Мирољубом Лабусом.

### Октобар
- 13. октобар — У другом кругу председничких избора, Коштуница убедљиво победио Лабуса, али победа није призната због недовољног броја изашлих бирача.
- 23. октобар — Чеченски терористи узимају око 800 таоца у московском позоришту Дубровка и траже повлачење руских снага из Чеченије.
- 26. октобар — У акцији ослобађања око 800 талаца, које су чеченски терористи држали три дана у једном московском позоришту, страдало је 128 особа, а свих 50 терориста је ликвидирано.

### Децембар
- 8. децембар — Ни у другом покушају поново није изабран председник Србије. Кандидат ДСС-а, Војислав Коштуница, по други пут освојио највише гласова али му победа није призната због недовољног броја изашлих бирача.
- 13. децембар — На самиту у Копенхагену Европска унија донела одлуку о проширењу Уније за 10 држава, а то су Пољска, Чешка, Мађарска, Словенија, Словачка, Естонија, Летонија, Литванија, Кипар и Малта, 1. маја 2004.

## Рођења

### Јануар
- 22. јануар — Филип Анђушић, црногорски кошаркаш[2]
- 23. јануар — Јошко Гвардиол, хрватски фудбалер[3]

### Фебруар
- 17. фебруар — Андрија Катић, српски фудбалски голман[4]
- 19. фебруар — Марко Стаменић, новозеландски фудбалер[5]
- 21. фебруар — Маркус Гунарсон, норвешки музичар, члан дуа Маркус и Мартинус
- 21. фебруар — Мартинус Гунарсон, норвешки музичар, члан дуа Маркус и Мартинус
- 24. фебруар — Лазар Самарџић, српско-немачки фудбалер[6]

### Март
- 3. март — Лоренцо Мусети, италијански тенисер[7]
- 8. март — Милутин Вујичић, српски кошаркаш[8]

### Април
- 4. април — Иван Гутеша, српски фудбалски голман[9]
- 16. април — Сејди Синк, америчка глумица и модел[10]
- 29. април — Џејла Рамовић, босанскохерцеговачка певачица

### Мај
- 1. мај — Чет Хоумгрен, амерички кошаркаш[11]

### Јун
- 28. јун — Владимир Лучић, српски фудбалер[12]

### Јул
- 3. јул — Андрија Радуловић, српски фудбалер[13]
- 12. јул — Нико Вилијамс, шпански фудбалер[14]

### Август
- 6. август — Марко Гушић, српски кошаркаш
- 8. август — Немања Јовић, српски фудбалер[15]
- 15. август — Стефан Митровић, српски фудбалер[16]
- 16. август — Талија Рајдер, америчка глумица[17]
- 21. август — Ебенезер Анан, гански фудбалер

### Септембар
- 6. септембар — Лејла Фернандез, канадска тенисерка[18]
- 25. септембар — Филип Стевановић, српски фудбалер[19]
- 27. септембар — Џена Ортега, америчка глумица[20]

### Октобар
- 10. октобар — Томас Кук, бразилско-амерички глумац[21]
- 31. октобар — Ансу Фати, шпански фудбалер[22]

### Новембар
- 13. новембар — Ема Радукану, британска тенисерка[23]
- 20. новембар — Медисин Шипман, америчка глумица[24]
- 26. новембар — Роко Пркачин, хрватски кошаркаш[25]

### Децембар
- 23. децембар — Фин Вулфхард, канадски глумац и музичар[26]

## Смрти

### Јануар
- 12. јануар — Сајрус Венс, амерички државни секретар. (*1917)[27]
- 13. јануар — Антоније Исаковић, српски књижевник. (*1923)[28]
- 13. јануар — Грегорио Фуентес, кубански бродски капетан, инспирација за роман Старац и море. (*1897)
- 17. јануар — Франце Крижанич, словеначки математичар. (*1928)[29]

### Фебруар
- 9. фебруар — Маргарета, грофица од Сноудона, британска принцеза. (*1930)
- 22. фебруар — Чак Џоунс, амерички аниматор. (*1912)[30]
- 22. фебруар — Жонас Савимби, анголски побуњеник и политички вођа. (*1934)

### Март
- 4. март — Велибор Васовић, фудбалер, тренер и спортски радник. (*1939)[31]
- 16. март — Данило Бата Стојковић, српски глумац. (*1934)[32]
- 16. март — Јован Деретић, историчар књижевности. (*1934)

### Април
- 4. април — Милутин Гарашанин, српски археолог. (*1920)[33]
- 7. април — Никодим Комљеновић, српски протосинђел. (*1945)
- 17. април — Марк Лежер, канадски војник, убијен у Авганистану. (*1973)
- 22. април — Соја Јовановић, прва српска режисерка. (*1922)[34]

### Мај
- 4. мај — Тома Поповић, српски историчар
- 6. мај — Пим Фортјојн, холандски политичар и писац[35]
- 13. мај — Валериј Лобановски, совјетски и украјински фудбалер и фудбалски тренер
- 20. мај — Стивен Џеј Гулд, амерички биолог[36]

### Јун
- 10. јун — Бошко Буха, генерал-мајор МУП Србије. (*1959)

### Август
- 14. август — Радојка Живковић, српска хармоникашица и композитор. (*1923)[37]

### Септембар
- 18. септембар — Маргита Стефановић Маги, дипл. архитекта, клавијатуристкиња групе Екатарина Велика. (*1959)

### Октобар
- 30. октобар — Рудолф Бручи, српски композитор. (*1917)[38]

### Новембар
- 21. новембар — Никола Пантић, српски геолог. (*1927)[39]

### Децембар
- 27. децембар — Митар Максимовић звани Војвода Манда, српски ратник.(*1963)

## Нобелове награде
- Физика — Рејмонд Дајвис Јр., Масатоши Кошиба и Рикардо Ђакони
- Хемија — Џон Б. Фен и Курт Витрих
- Медицина — Сиднеј Бренер, Х. Роберт Хорвиц и Џон Е. Салстон
- Књижевност — Имре Кертес
- Мир — Џими Картер
- Економија — Данијел Канеман и Вернон Л. Смит